# Premyer Liqası 2015-2016
La Premyer Liqasi 2015-2016 (chiamata anche Unibank Premyer Liqasi per motivi di sponsorizzazione) è stata la 24ª edizione della massima serie del campionato di calcio azero. La stagione è iniziata il 9 agosto 2015 e si è conclusa il 20 maggio 2016. Il campionato è stato vinto dal Qarabağ per il secondo anno consecutivo.

## Stagione

### Novità
Dalla Premyer Liqası 2014-2015 è stato retrocesso in Birinci Dasta 2015-2016 il Baku, classificatosi all'ultimo posto. L'Araz si era ritirato nel corso del campionato, mentre il Simurq ha cessato la propria attività a fine stagione. Dalla Birinci Dasta 2014-2015 sono stati promossi il Rəvan, terzo classificato, il Zirə, quinto classificato, e il Kəpəz, nono classificato.

### Formula
Il campionato è composto di 10 squadre e prevede la disputa di un doppio girone di andata e ritorno, per un totale di 36 giornate.

La squadra campione di Azerbaigian è ammessa al secondo turno di qualificazione della UEFA Champions League 2016-2017.

La seconda e la terza classificata sono ammesse al primo turno di qualificazione della UEFA Europa League 2016-2017.

L'ultima classificata retrocede direttamente in Birinci Dasta.

### Avvenimenti
Il 31 marzo 2016 la CFCB, l'organo di controllo finanziario della UEFA, ha comunicato l'esclusione dell'İnter dalla partecipazione a competizioni UEFA per le successive tre stagioni.
Il 16 maggio 2016 non è stata concessa al Zirə la licenza per la partecipazione a competizioni UEFA.

## Squadre partecipanti
| Club           | Città                | Stadio                          | Stagione 2014-2015         |
| -------------- | -------------------- | ------------------------------- | -------------------------- |
| AZAL           | Baku                 | AZAL Arena                      | 5º posto in Premyer Liqası |
| İnter Baku     | Baku                 | Şəfa Stadionu                   | 2º posto in Premyer Liqası |
| Neftçi Baku    | Baku                 | Bakcell Arena                   | 4º posto in Premyer Liqası |
| Qəbələ         | Qəbələ               | Şəhər Stadionu                  | 3º posto in Premyer Liqası |
| Qarabağ        | Ağdam (gioca a Baku) | Tofiq Bahramov Stadium          | Campione di Azerbaigian    |
| Rəvan Baku     | Baku                 | Stadio Bayil                    | 3º posto in Birinci Dasta  |
| Sumqayıt       | Sumqayıt             | Mehdi Hüseynzadə Stadionu       | 8º posto in Premyer Liqası |
| Xəzər-Lənkəran | Lankaran             | Xəzər Lənkəran Mərkəzi Stadionu | 7º posto in Premyer Liqası |
| Zirə           | Baku                 | Zira Stadium                    | 5º posto in Birinci Dasta  |
| Kəpəz          | Gäncä                | Stadio Comunale                 | 9º posto in Birinci Dasta  |

## Classifica finale
|                        | Pos. | Squadra        | Pt | G  | V  | N  | P  | GF | GS | DR  |
| ---------------------- | ---- | -------------- | -- | -- | -- | -- | -- | -- | -- | --- |
| Azerbaigian (bandiera) | 1.   | Qarabağ        | 84 | 36 | 26 | 6  | 4  | 66 | 21 | +45 |
|                        | 2.   | Zirə           | 62 | 36 | 17 | 11 | 8  | 42 | 31 | +11 |
|                        | 3.   | Qəbələ         | 59 | 36 | 16 | 11 | 9  | 44 | 28 | +16 |
|                        | 4.   | İnter Baku     | 59 | 36 | 16 | 11 | 9  | 39 | 28 | +11 |
|                        | 5.   | Kəpəz          | 56 | 36 | 15 | 11 | 10 | 48 | 40 | +8  |
|                        | 6.   | Neftçi Baku    | 49 | 36 | 13 | 10 | 13 | 41 | 41 | 0   |
|                        | 7.   | AZAL           | 46 | 36 | 13 | 7  | 16 | 26 | 38 | -12 |
|                        | 8.   | Sumqayıt       | 39 | 36 | 9  | 12 | 15 | 41 | 49 | -8  |
|                        | 9.   | Rəvan Baku     | 18 | 36 | 5  | 9  | 22 | 27 | 63 | -36 |
|                        | 10.  | Xəzər-Lənkəran | 15 | 36 | 3  | 6  | 27 | 16 | 51 | -35 |

Legenda:
      Campione d'Azerbaigian e ammessa ai preliminari della UEFA Champions League 2016-2017
      Ammesse alla UEFA Europa League 2016-2017
      Retrocessa in Birinci Dasta 2016-2017
Note:

Tre punti a vittoria, uno a pareggio, zero a sconfitta.
La classifica viene stilata secondo i seguenti criteri:
- Punti conquistati
- Punti conquistati negli scontri diretti
- Differenza reti negli scontri diretti
- Reti realizzate negli scontri diretti
- Reti realizzate in trasferta negli scontri diretti (solo tra due squadre)
- Differenza reti generale
- Reti totali realizzate

## Risultati

### Prima fase
|                | AZA  | İBa  | Xəz  | Rəv  | Nef  | Qar  | Qəb  | Sum  | Zir  | Kap  |
| -------------- | ---- | ---- | ---- | ---- | ---- | ---- | ---- | ---- | ---- | ---- |
| AZAL Baku      | –––– | 0-1  | 1-0  | 1-0  | 2-1  | 0-2  | 0-2  | 2-0  | 1-0  | 1-1  |
| Inter Baku     | 2-0  | –––– | 2-0  | 2-0  | 1-0  | 0-2  | 2-1  | 2-3  | 0-0  | 1-0  |
| Xəzər-Lənkəran | 3-1  | 2-0  | –––– | 1-1  | 0-2  | 0-1  | 0-1  | 1-2  | 0-1  | 0-1  |
| Rəvan Baku     | 0-0  | 0-2  | 0-1  | –––– | 1-3  | 1-2  | 0-3  | 0-0  | 1-0  | 0-2  |
| Neftçi Baku    | 0-1  | 1-1  | 1-1  | 2-3  | –––– | 1-0  | 0-1  | 2-1  | 1-1  | 0-0  |
| Qarabağ        | 2-0  | 1-0  | 1-0  | 1-0  | 1-1  | –––– | 1-1  | 2-2  | 4-1  | 3-0  |
| Qəbələ         | 0-0  | 1-1  | 6-0  | 1-1  | 0-1  | 2-2  | –––– | 1-0  | 0-0  | 1-0  |
| Sumqayıt       | 1-1  | 1-1  | 1-1  | 3-3  | 1-2  | 1-0  | 2-2  | –––– | 0-0  | 2-2  |
| Zirə           | 1-0  | 0-0  | 1-0  | 2-1  | 2-0  | 0-0  | 1-0  | 3-2  | –––– | 2-2  |
| Kapaz          | 1-0  | 0-0  | 1-0  | 0-0  | 1-1  | 2-3  | 3-0  | 3-1  | 1-1  | –––– |

### Seconda fase
|                | AZA  | İBa  | Xəz  | Rəv  | Nef  | Qar  | Qəb  | Sum  | Zir  | Kap  |
| -------------- | ---- | ---- | ---- | ---- | ---- | ---- | ---- | ---- | ---- | ---- |
| AZAL Baku      | –––– | 0-0  | 1-0  | 1-0  | 1-1  | 1-0  | 2-1  | 1-0  | 1-1  | 3-0  |
| Inter Baku     | 1-0  | –––– | 2-1  | 3-1  | 0-1  | 1-1  | 0-1  | 2-2  | 1-0  | 1-0  |
| Xəzər-Lənkəran | 0-1  | 0-1  | –––– | 0-0  | 0-1  | 1-2  | 0-1  | 1-2  | 0-2  | 0-3  |
| Rəvan Baku     | 1-0  | 0-4  | 2-2  | –––– | 1-0  | 2-1  | 0-1  | 1-2  | 0-4  | 1-3  |
| Neftçi Baku    | 3-1  | 4-2  | 1-0  | 1-1  | –––– | 1-2  | 1-2  | 1-0  | 0-0  | 2-3  |
| Qarabağ        | 3-0  | 2-0  | 3-0  | 5-1  | 2-0  | –––– | 1-2  | 1-0  | 2-0  | 4-0  |
| Qəbələ         | 2-0  | 0-0  | 0-0  | 2-0  | 2-2  | 1-2  | –––– | 1-0  | 1-2  | 1-2  |
| Sumqayıt       | 2-0  | 0-1  | 2-1  | 3-1  | 2-1  | 0-2  | 1-1  | –––– | 0-2  | 2-3  |
| Zirə           | 4-2  | 2-1  | 1-0  | 2-1  | 3-0  | 0-2  | 0-3  | 1-0  | –––– | 2-2  |
| Kapaz          | 2-0  | 1-1  | 2-0  | 3-2  | 1-2  | 1-2  | 3-0  | 0-0  | 2-0  | –––– |

## Statistiche

### Classifica marcatori
| Gol |  |  | Giocatore       | Squadra     |
| --- |  |  | --------------- | ----------- |
| 15  |  |  | Dani Quintana   | Qarabağ     |
| 14  |  |  | Nelson Bonilla  | Zirə        |
| 13  |  |  | Ruslan Qurbanov | Neftçi Baku |
| 12  |  |  | Amil Yunanov    | Sumqayıt    |
| 10  |  |  | Oleksij Haj     | Qəbələ      |
| 9   |  |  | Richard Almeida | Qarabağ     |
| 9   |  |  | Julien Ebah     | Kəpəz       |